# امسك العلم
إمسك العلم (الأسبانية: Atrapa la bandera) فيلم كوميدي إسباني خيالي علمي عن الرسوم المتحركة عام 2015 من إخراج إنريكي جاتو وكتبه باتشي أمزكوا.

## القصة
الفتى (مايك جولدوينج) يبلغ من العمر اثنى عشر عام، وينتمي لعائلة تعمل في مجال ريادة الفضاء، فوالده وجده رواد فضاء ولكن والده يعيش منعزلًا عن عائلته بعد فشله في الإنضمام لبعثة (أبولو) لاستكشاف القمر سابقًا مع (نيل آرمسترونج)، يسعى أحد الأثرياء الأشرار إلى إرسال بعثة للقمر لسرقة موارده وتدمير العلم الأمريكي، يسافر مايك مع جده وبعض أصدقاؤه خلسة لمواجهة تلك الخطة الشريرة والحفاظ على العلم الأمريكي.

## وصلات خارجية
- امسك العلم على موقع IMDb (الإنجليزية)
- امسك العلم على موقع روتن توميتوز (الإنجليزية)
- امسك العلم على موقع قاعدة بيانات الأفلام العربية
- امسك العلم على موقع ألو سيني (الفرنسية)
- امسك العلم على موقع أول موفي (الإنجليزية)
- امسك العلم على موقع بوكس أوفيس موجو (الإنجليزية)
- امسك العلم على موقع فيلمافينيتي (الإسبانية)
- امسك العلم على موقع قاعدة بيانات الفيلم (الإنجليزية)
- امسك العلم على موقع ليتربوكسد (الإنجليزية)
- امسك العلم على موقع كينوبويسك (الروسية)